# (74097) 1998 QX15
1998 كيو أكس 15 (ويعرف أيضًا باسم (74097) 1998 كيو أكس 15 وفق تسمية الكوكب الصغير) (بالإنجليزية: 1998 QX15)‏ هو كويكب ضمن حزام الكويكبات؛ وترتيبه 74097 من حيث الاكتشاف.
اكتُشف هذا الجُرم الفلكي بواسطة وولف بيكل ‏ في 17 أغسطس 1998.

## وصلات خارجية
- (74097) 1998 QX15 في قاعدة بيانات مختبر الدفع النفاث لأجرام النظام الشمسي الصغيرة

- الاكتشاف · مخطط المدار ·  العناصر المدارية · المعلمات المادية

- (74097) 1998 QX15 على موقع ويكي سكاي: DSS2, SDSS, GALEX, IRAS, Hydrogen α, X-Ray, Astrophoto, Sky Map, Articles and images